# Bathymaster caeruleofasciatus
Bathymaster caeruleofasciatus és una espècie de peix de la família dels batimastèrids i de l'ordre dels perciformes.
Fa 30 cm de llargària màxima. És un peix marí, demersal (fins als 95 m de fondària) i de clima subàrtic (56°N-52°N, 156°W-128°W), el qual viu al Pacífic nord: les àrees rocalloses des de les illes del Comandant i Aleutianes fins a la Colúmbia Britànica (el Canadà), incloent-hi Alaska. És inofensiu per als humans i es refugia en forats o esquerdes quan se sent amenaçat.